# مجرن (جبلة)

تعديل مصدري - تعديل

مجرن هي إحدى قرى عزلة وراف بمديرية جبلة التابعة لمحافظة إب، بلغ تعداد سكانها 756 نسمة حسب تعداد اليمن لعام 2004.